# Tephrochlamys japonica
Tephrochlamys japonica är en tvåvingeart som beskrevs av Okadome 1967. Tephrochlamys japonica ingår i släktet Tephrochlamys och familjen myllflugor. Inga underarter finns listade i Catalogue of Life.